# Husholdningssalt
 For alternative betydninger, se Salt.
Husholdningssalt, køkkensalt, bordsalt eller blot salt, er et krystallinsk pulver eller granulat der hovedsageligt består af saltet natriumklorid, og som bruges i madlavning som  smagsforstærkende krydderi, samt særligt tidligere til konservering. Natriumklorid findes naturligt i føde til mennesker og dyr. 

## Typer
Salt kategoriseres, navngives og markedsføres ofte ud fra størrelse og form på de enkelte saltkrystaller, ud fra produktionsmetode, anvendelsesområde eller oprindelsessted. Følgende typer er almindelige:
- Fint salt eller bordsalt, med små krystaller, bruges typisk til krydring ved bordet, velegnet til saltbøsser.
- Groft salt, køkkensalt eller kokkesalt, med større krystaller, bruges typisk til krydring under madlavningen.
- Flagesalt - salt i større, skøre krystaller. Bruges ofte, hvor saltet ikke opløses eller fordeles fuldt ud inden indtagelsen. Udvindes ofte langs kysten i Sydeuropa. Flor de Sal - blomsten af salt - er en speciel type flagesalt, som er håndhøstet ved Portugals kyst.
- Kogsalt er fremstillet ved inddampning af en saltopløsning, typisk efter udvaskning fra saltminer. Da det er den mest almindelige produktionsmetode, bruges det også generelt.
- Stensalt er salt brudt direkte i miner.
  - Himalaya-salt er stensalt fra Himalaya, med en særlig  lyserød farve
- Havsalt er salt udvundet fra havvand. Ofte har det et lavere indhold af natriumklorid, og tilsvarende mere af andre salte
  - Sydesalt, herunder Læsøsalt, er havsalt indvundet på traditionel vis

## Kemisk sammensætning
Husholdningssalt består af en mere eller mindre veldefineret blanding af salte, med natriumklorid som hovedingrediens, og eventuelt tilsat hjælpestoffer. Fx kan salt baseret på raffineret stensalt (halit) være en blanding af:
- 97-99% natriumchlorid (NaCl)
- en mindre mængde af grundstoffet jod.[4]
- Et antiklumpningsmiddel - fx:[5]
  - Ferrocyanid
  - talk (mineral) - (hydreret) magnesiumsilikat

Havsalt er derimod en rigere blanding af salte - fx:
- Ca. 90-97% natriumchlorid
  - Natrium ca. 30,5%
  - Klor ca. 55%
- mineraler og sporstoffer - bl.a.:
  - Sulfat 7,7% (MgSO4 fjernes typisk fra havsalt da bittert)
  - Magnesium 3,65% (MgSO4 fjernes typisk fra havsalt da bittert)
  - Calcium 1,17%
  - Kalium 1,13%
  - Andet 0,6%

## Organismerssaltbehov og salttolerancer
Man bør højst indtage mellem 6 og 8 g salt om dagen.
Folk, der har for højt blodtryk eller en kronisk nyresygdom, skal være forsigtige med saltindtag. Man kan blive syg og i værste tilfælde dø af for lidt salt.
Mennesker og dyr kan ikke tåle at drikke for meget havvand, da saltkoncentrationen på ca. 3,5% i havvand er højere end kroppens ca. 0,89%. Grundet osmose vil havvand trække vand fra kroppens celler ud, så man bl.a. dehydrerer.
Saltvandsfisk, saltvandsplanter, saltplanter og andre saltvandsorganismer kan tåle saltvand med en saltkoncentration på mere end ca. 1%. En af de mest salttolerante landplanter er Salicornia bigelovii, der kan vokse i jord vandet med saltvand med godt 70 g/l (7%) tørstofssalt.

## Salt i verdenshistorien
Gandhis ikke-voldelige ”Salt March” til kysten ved Dandi ved Det Indiske Ocean i 1930 førte til Indiens selvstændighed. Det er et eksempel på 
Civil ulydighed. 
En romersk soldat, en legionær, fik en del af sin løn udbetalt i husholdningssalt. Senere udbetaltes et særligt beløb, et salær, til køb af husholdningssalt.